# Simon Addo
Simon Addo (né le 11 décembre 1974 à Accra au Ghana) est un joueur de football international ghanéen, qui évoluait au poste de gardien de but.

## Biographie

### Carrière en sélection
Avec l'équipe du Ghana, il participe aux Coupes d'Afrique des nations de 1994, de 1996 et de 1998.
Il participe également aux JO de 1992 et de 1996. Lors des jeux olympiques, il joue 5 matchs.

## Palmarès
Ghana
- Jeux olympiques :
  -  Bronze : 1992.